# 반사실적 사고
반사실적 사고(counterfactual thinking)는 이미 발생한 삶의 사건에 대해 가능한 대안을 창조하려는 인간의 경향과 관련된 심리학의 개념이다. 실제로 일어난 일과 반대되는 일. 반사실적 사고는 말 그대로 "사실에 반하는" 사고이다. 이러한 생각은 "만약에?"로 구성된다. 그리고 상황이 어떻게 다르게 전개될 수 있었는지 생각할 때 발생하는 "만약 ...". 반사실적 사고에는 과거에 발생하지 않은 사건에 의존하기 때문에 현재에는 발생할 수 없는 일이 포함된다.